# Leonrodplatz (Eichstätt)
Der Leonrodplatz (früher: Jesuitenplatz) ist der Vorplatz des Jesuitenkollegs Eichstätt und des Vorgängerbaus der Schutzengelkirche in Eichstätt.

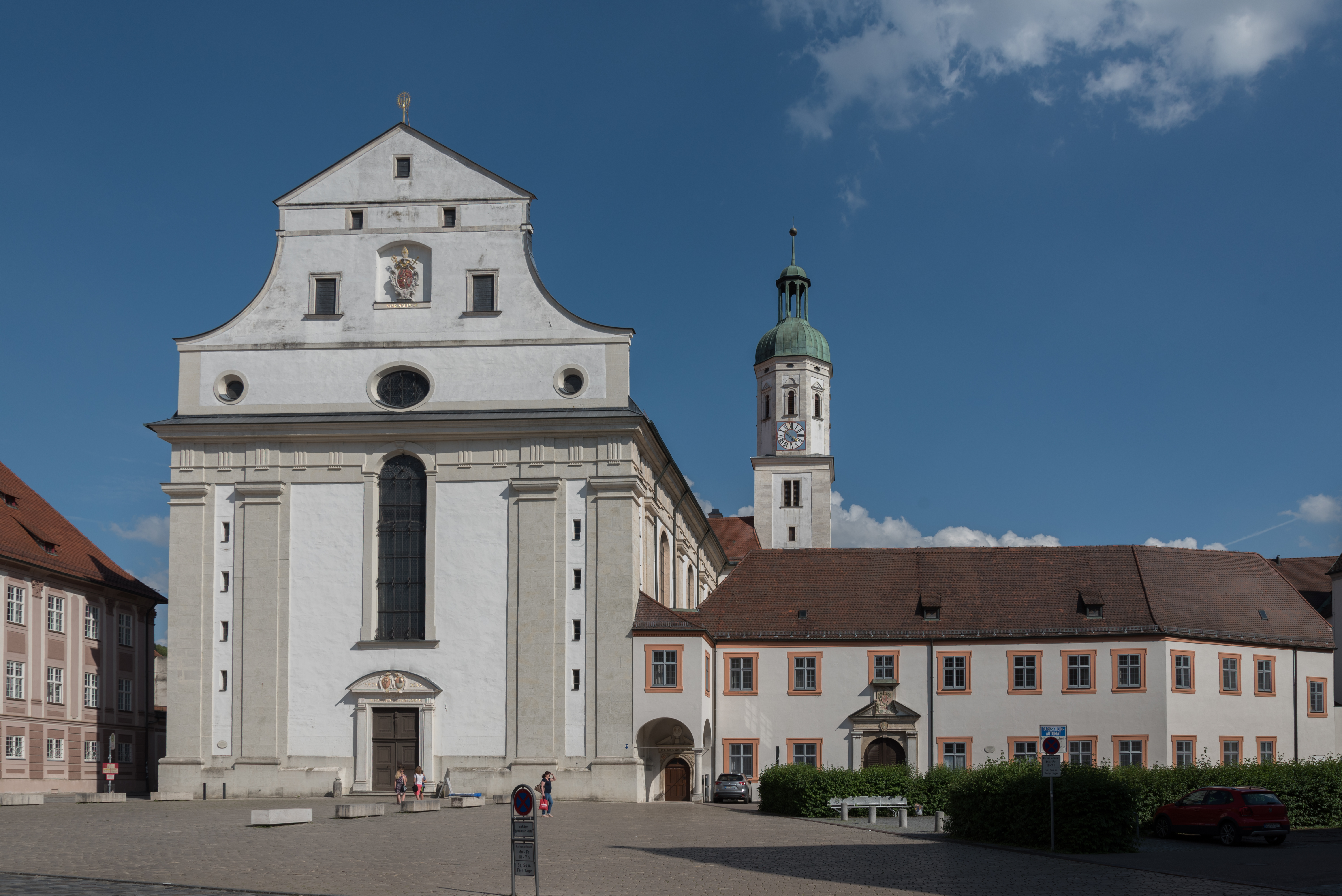
Blick auf Schutzengelkirche und angrenzendes Collegium Willibaldinum

## Lage
Der Leonrodplatz befindet sich in direkter Nähe zum barocken Ensemble der Schutzengelkirche, des Ulmer Hofs, dem Bischöflichen Ordinariat und dem Collegium Willibaldinum. Am südlichen Rand befindet sich der Wittelsbacherbrunnen.

## Geschichte

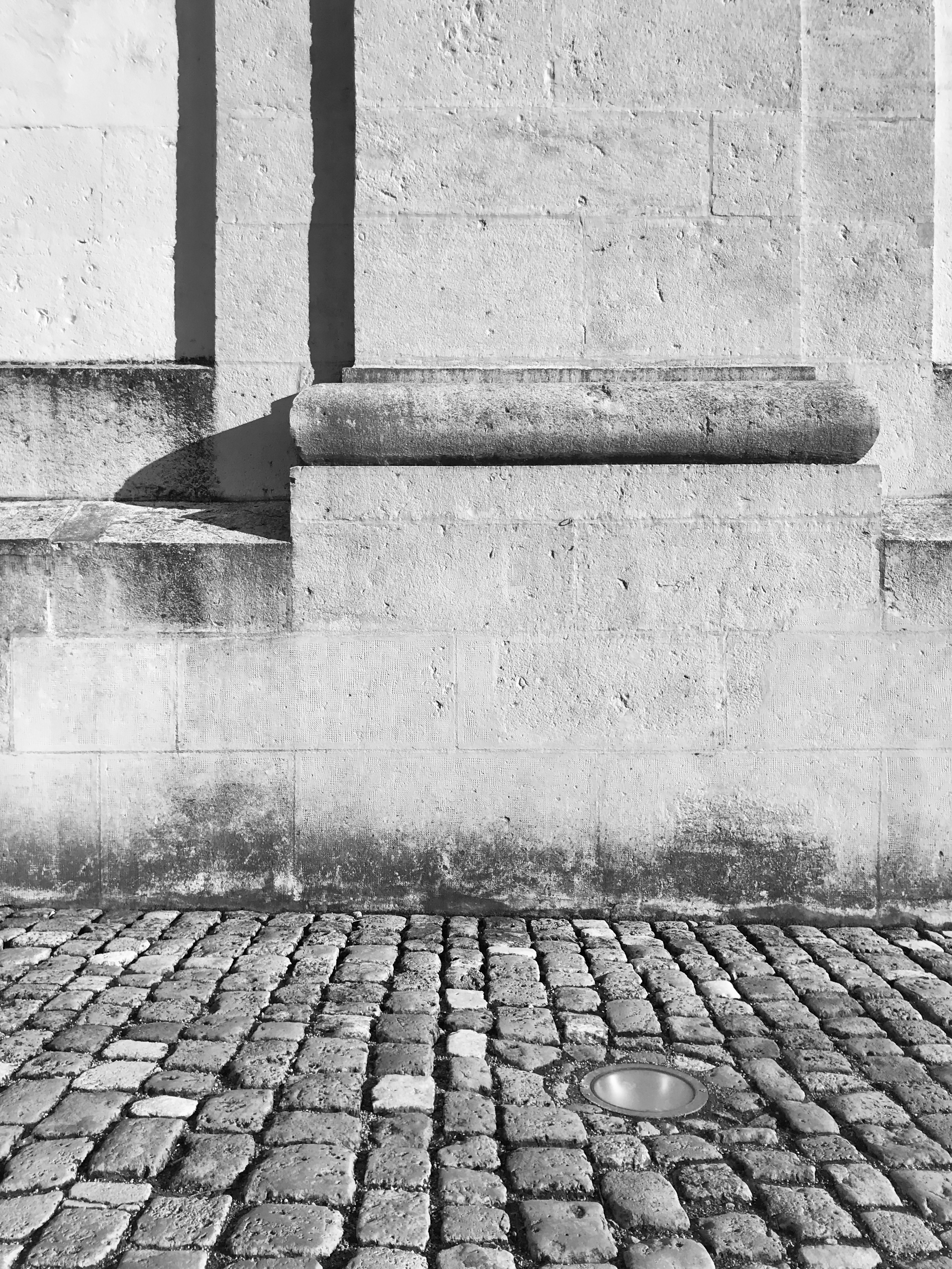
Beleuchtung des Leonrodplatzes

Der Leonrodplatz entstand zu Beginn des 17. Jahrhunderts. Der Eichstätter Fürstbischof Johann Christoph von Westerstetten berief die katholische Ordensgemeinschaft der Jesuiten nach Eichstätt, um die Gegenreformation voranzutreiben. Auf Grund des fehlenden Raumes für die Niederlassung der Jesuiten innerhalb der Stadtmauern entschied man sich, einige Häuser niederzulegen. Kirche und Kollegium der Jesuiten wurden östlich des Dombezirks angelegt. Hierfür wurde der Ring der Stadtmauer durchbrochen.
Nach dem vergeblichen Versuch in der Nacht vom 23./24. April 1945, die Sprengung der Eichstätter Spitalbrücke durch die SS zu verhindern, wurden Valentin Kriegl (* 9. Februar 1908 in Eichstätt) und Ludwig Lamour aus Jägersfreude bei Saarbrücken (* 19. Dezember 1906) verhaftet und nach einer Gerichtsverhandlung auf der Willibaldsburg zum Tod durch Erhängen verurteilt. Die öffentlichen Hinrichtungen durch SS-Leute fanden noch am Abend am Leonrodplatz beim Wittelsbacherbrunnen an zwei Lindenbäumen statt.
In den Jahren von 1997 bis 1998 wurde der Platz unter Leitung des Stadtbaumeisters Andreas Mühlbauer und des Pfünzer Lichtplaners Walter Bamberger neu angelegt. Neben der neuen Bepflasterung mit Solnhofener Stein wurden zehn Bänke, ebenfalls in Solnhofener Stein, in Achse des Langhauses der Kirche errichtet. Die Kosten der Neugestaltung lagen bei 500.000 Euro. Zu der Eröffnung der Neugestaltung gab es eine Performance der gebürtigen Eichstätter Künstlerin Li Portenlänger. Der Platz wurde von Architekturfotografen Peter Bonfig fotografisch dokumentiert und dessen Aufnahmen in der Galerie Z als Serie ausgestellt.
Der Platz steht wie die Altstadt Eichstätt unter Ensembleschutz.